# 步天歌

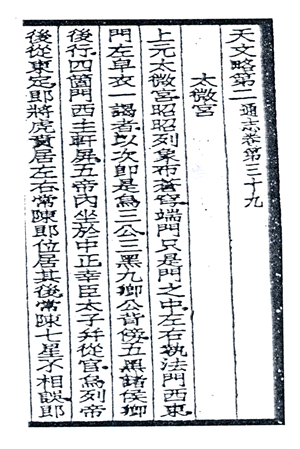
《通志‧天文略第二》中《步天歌‧太微垣》書影

《步天歌》為一部以詩歌形式介紹中國古代全天星官的著作，現有多個版本傳世；最早版本始於唐代，最廣為人熟知的是鄭樵《通志‧天文略》版本，此版本稱為《丹元子步天歌》。

## 作者
關於作者一說在宋代起有兩種說法，北宋歐陽修等人認為著作唐代開元年間曾任右拾遺內供奉一職之王希明所撰，但鄭樵《通志‧天文略》中提到此歌乃為隋朝一位不知姓名的，號曰丹元子的隱者所著。而原歌附有星圖與文字匹配並對照，但鄭樵引述時卻把圖削去。而有學者指《通志》中引述的非步天歌最早版本，因民間有傳更貼近早期之版本，而最早版本至今還不見，故原始作者嚴格來說還不可考。

## 特色
以《丹元子步天歌》為例，步天歌以三垣二十八宿為主體，共三十一區（從角宿至軫宿，然後為太微、紫微與天市垣），介紹每區包含星官（共283個）、描述恆星數目（共1,464顆）與其位置。歌詞以七言壓韻詩歌形式編撰，全篇373句共2,611字，簡潔通俗，朗朗上口，容易記誦，《通志‧天文略》中稱譽為「句中有圖，言下見象，或豐或約，無餘無失」（意即每句之中生動描述，彷彿讀後已有星點之形象，每句吟誦後仰天觀賞星象，星宿的星數有多有少，但歌中與實際看到的星數能一一對應，沒有多也沒有少），成為初學觀天認星的必誦口訣。
而步天歌中對當時流傳甚廣的「三家星」（即石氏、甘氏、巫咸氏星官）體系因顧及詩歌的簡明為前提，只選擇性以部份標注（石氏以黑點、甘氏以小黑圈、巫咸氏以黃點），也是一大特色。因此自宋朝以後為欽天監或占星家研究引述之範本。

## 流傳與各版本差異
《步天歌》在史籍中最早見於南宋鄭樵編撰之《通志‧天文略》中，即《丹元子步天歌》（暫不計其他民間傳本，此本亦為流派影響最大的版本），但由於中國古代星占學向來就是皇朝秘密資料，不公開傳閱；《通志‧天文略》中附言：「此本只傳靈台，不傳人間，術家秘之」（這份步天歌只在欽天監與觀象台中口傳，不向民間流傳，占星術數家視之為秘密）；明代中葉後期雖有所開禁，但民間流傳甚少。
雖如此在南宋時期鄭樵已指出《步天歌》已有數個版本流傳，至今流傳各版本的句數與字數均不盡相等，文句間亦有異同但分別不大，部份版本並附有供對照之星圖（皆為後來繪制的），現流傳與影響較廣的有鄭樵的《通志》版本。
清初學者梅文鼎於康熙年間把《步天歌》與西方星圖對照，刪減諸星成《經天該》加上梅本人據《崇禎曆書》所載對南天星空之《南極諸星補歌》合稱《西步天歌》（但《經天該》非梅所著），清朝钦天监博士何君藩編有一版本。
19世紀中葉韓國李俊養據10世紀傳入韓國之版本撰有《新法步天歌》，近代則有道教學者玉溪道人根據《靈台儀象志》自行改編的步天歌，除此以外還有各版刊抄本二十餘種，均在中國各大圖書館與私人收藏家中，或已刊載（如刊於《四庫全書》中）。

## 內部連結
- 三垣

## 步天歌全文
篇章中的紅字為星官
- 唐‧王希明版本 （页面存档备份，存于）
- 清‧何君藩版本
- 清‧梅文鼏《西步天歌 （页面存档备份，存于）》
- 玉溪道人道長編撰版本